# Znětínek
Znětínek (německy Snietinek) je obec v okrese Žďár nad Sázavou nedaleko měst Velké Meziříčí a Nové Město na Moravě. Žije zde 214 obyvatel, domů je 70.
Obec má svůj vlastní zdroj pitné vody a vlastní nezávislý obecní vodovod. Nedávno bylo toto místo plynofikováno.

## Historie
První písemná zmínka o Znětínku je z roku 1370, kdy se jménem Wznetin náležel k hradu a panství moštišstkému, s nímž byl tohoto roku postoupen Janovi, Moravskému markraběti. Dům č. 18. býval svobodnou rychtou. Dne 29. září 1649 potvrdil Rudolf hrabě z Kounic na žádost Vavřince Procházky privilegia, dané dřívější vrchností domu a rychtě. Privilegia se týkala osvobození od všech robot a práva, „aby oni, kteří toho domu neb té rychty se vším příslušenstvím budou užívati, jako svým purgkrechtním dědictvím mohli vládnouti.“ Hrabě přidal k tomu myslivost všelikého ptactva. Za to měly být platy řádně spravovány a dovezena bečka vína z některého města. Kolem roku 1670 vlastnil obec Kristián Dvořák, roku 1775 Kristian Urban, jenž platil 33 korun gruntovní činže, a dále pak 15 korun za hlásku, 4 slepice, 16 vajec. Jiné povinnosti měl jako radostínský rychtář.
Roku 1775 bylo v obci kromě rychtáře ještě 7 sedláků, kteří dávali po 4 slepicích, 16 vejcích, 41 korun za předivo, 38 korun gruntovní činže, a 15 korun za hlásku; 2 chalupníci platili po 45 korunách (činže, za hlásku a předivo). Obec měla pastoušku a kovárnu. Robotu vykonávali sedláci u Radostína. Radostínský farář obdržel od obce ročně 21 m. žita, 63 m. ovsa, od sedláka o Zeleném čtvrtku po 4 vejcích, od chalupníka po 2 vejcích a o svátku sv. Filipa a Jakuba 1 zlatý a 22,5 koruny od obce za služby Boží.
Znětínek byl přifařen a přiškolen k Pavlovu. Od roku 1875 zde stojí kaple sv. Josefa; tři kříže jsou z novější doby. Když byl Pavlov meziříčskou filiálkou, dávali Znětínští meziříčskému děkanovi desátku dle urbáře 21 m. žita a 63 m. ovsa. Berany nedávali s výmluvou, že prý dovážejí za to desátek.
V letech 1656–1742 si zachovaly domy rodiny: Dvořákova, Pavlíčkova, Bílkova, Markova. U obce lze nalézt turmalíny, černé záhnědy, někdy citriny, z nichž prý se některé cení stejně jako brazilské topasy. V dvorním museu ve Vídni jest krásná záhněda zde nalezená. V blízkosti obce stávala samota, Znětínský mlýn s 5 obyvateli, který náležel vrchnosti, která z něj roku 1775 dostávala čtvrtletně 10 zlatých za nájem. U obce se nalézaly turmalíny, záhnědy (jedna skončila až ve Vídeňském dvorním muzeu) a další polodrahokamy.
V letech 1850–1867 byl Znětínek osadou obce Radostín, od roku 1976 patřil pod MNV Radostín nad Oslavou. Od roku 1990 je Znětínek opět samostatný.
Roku 1897 byl v obci založen hasičský sbor, obec též disponuje hasičskou zbrojnicí.
| Rok            | 1869 | 1880 | 1890 | 1900 | 1910 | 1921 | 1930 | 1950 | 1961 | 1970 | 1980 | 1991 | 2001 | 2004 | 2014 |
| Počet obyvatel | 258  | 245  | 261  | 274  | 250  | 246  | 219  | 211  | 239  | 213  | 210  | 207  | 213  | 207  | 205  |

## Pamětihodnosti
Na návsi stojí kaple sv. Josefa. Pochází z roku 1875 s věžičkou a barevnými vitrážemi. Stojí před ní mramorový křížek, jenž jmenovitě připomíná 17 zdejších obětí první světové války.
V obci i okolí stojí celá řada křížů, jeden uvnitř obce připomíná památku padlého Františka Dvořáka (1891–1915). Další u silnice do Pavlova zase smrt Cyrila Kosoura (zemřel v roce 1933 ve věku 28 let), nedaleko něj stojí ještě bílý mramorový kříž (1892), další je za rybníkem Dolník a dva pak u silnice do Pokojova (železný a bílý mramorový). V lesích k Telečkovu má pomník František Pavlíček, jež padl na konci druhé světové války.

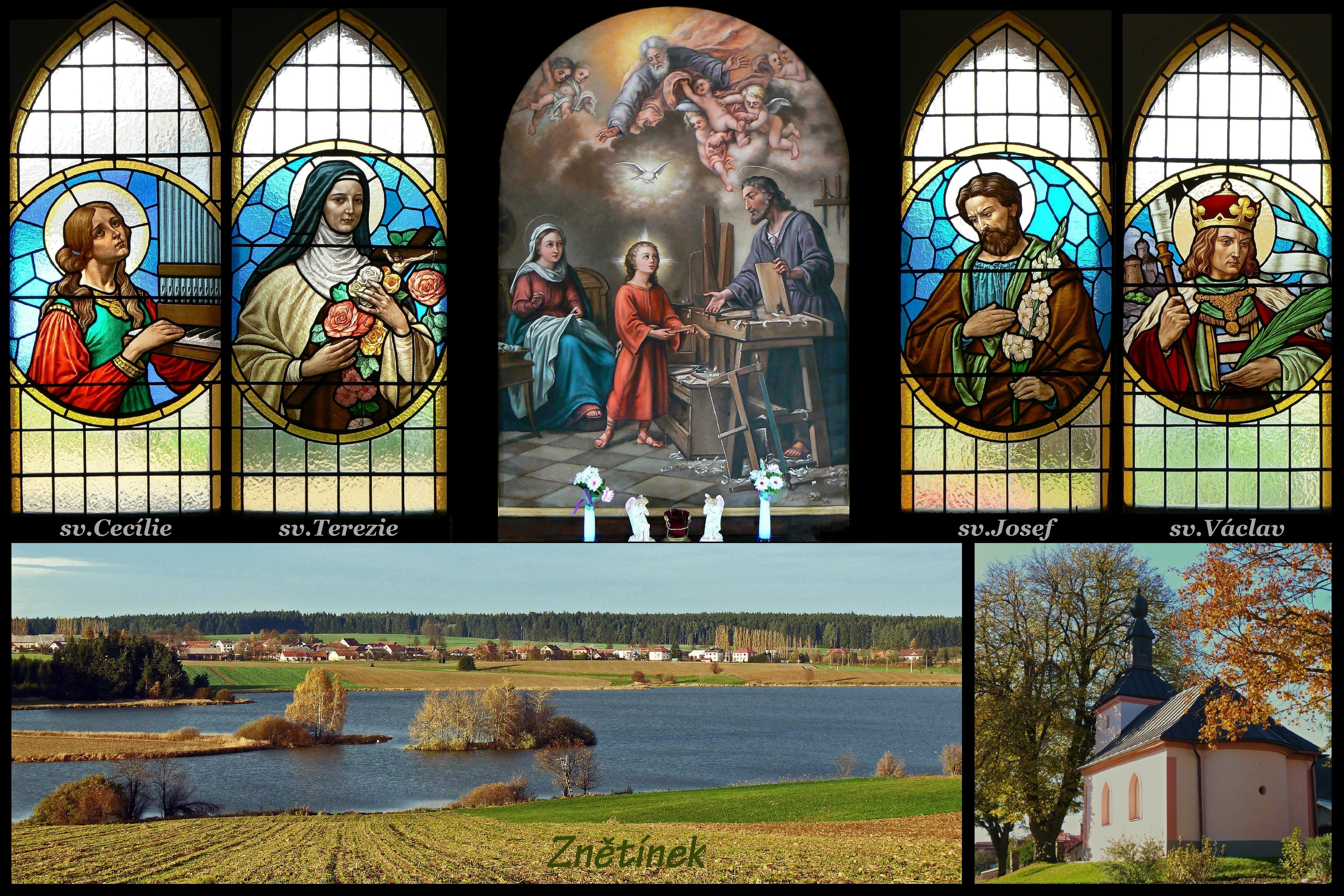
Kaple sv. Josefa a některé z vitráží. Součástí koláže je i pohled na Znětínek.